# 白城市生态新区
白城市生态新区，是吉林省白城市下辖的正县级准行政区划性质的开发区。位于白城市区南部，东至长白路、西至洮白一级路、南至绕城高速路、北至平齐铁路。下辖原属于洮北区的土地面积26.6平方公里。规划容纳居民9.8万人。设有白城市生态新区建设领导小组办公室。

## 历史
2012年6月初，白城生态新区建设正式进入启动实施阶段。